# Радуил
Радуил (болг. Радуил) — село в Болгарии. Находится в Софийской области, входит в общину Самоков. Население составляет 1 073 человека.

## Политическая ситуация
В местном кметстве Радуил, в состав которого входит Радуил, должность кмета (старосты) исполняет Иван Николов Андреев (Болгарский земледельческий народный союз (БЗНС)) по результатам выборов правления кметства.
Кмет (мэр) общины Самоков — Ангел Симеонов Николов (Болгарская социалистическая партия (БСП)) по результатам выборов в правление общины.